# 李畋庙
李畋庙坐落在中华人民共和国湖南省长沙市浏阳市大瑶镇，是纪念花炮祖师李畋的道教庙宇。

## 建筑物
李畋庙现存的主要建筑有：祖师阁、慈航殿、财神殿、玉皇殿、三清殿等。祖师阁主要供奉花炮祖师李畋。慈航殿供奉慈航真人。财神殿供奉财神。玉皇殿供奉玉皇大帝。三清殿供奉道教三清，分别是太上老君、元始天尊、灵宝天尊。